# 理容遺産
理容遺産（りよういさん）は、全国理容生活衛生同業組合連合会が認定する理容関連遺産。遺産を保存し次世代に伝えることを目的としている。

## 認定遺産

### 第1次認定（2012年）
- 理容館アラタ - 大正末期の理容文化を残す。島根県の石見銀山遺跡内[2][3]。
- 藤原采女亮の石碑 - 「理髪業の祖」とされる藤原采女亮を祭った石碑。長野県の善光寺内[4]。
- 本郷喜之床（ほんごうきのとこ） - 東京本郷にあった喜之床という名前の理髪店。石川啄木が家族とともに二階を間借りしていた時期があるなど文化的価値が高い。愛知県の博物館明治村に移築保管されている[5][6]。
- 旧山本理髪店 - 大正期の洋風建築。北海道開拓の村に移築されている[7][8]。

### 第2次認定（2016年）
下記のほか、理容ミュージアム所蔵の昭和天皇の理髪道具一式も認定される予定との報道がなされたが、2020年10月現在、全国理容生活衛生同業組合連合会の理容遺産のページに言及はない。
- 南極観測船「ふじ」理髪室[9]
- 市村理髪館 - 栃木県栃木市の岡田記念館敷地内にあった栃木県最古の理髪店[11]。
- 御髪神社 - 京都市右京区[9]